# Hoegaarden Julius

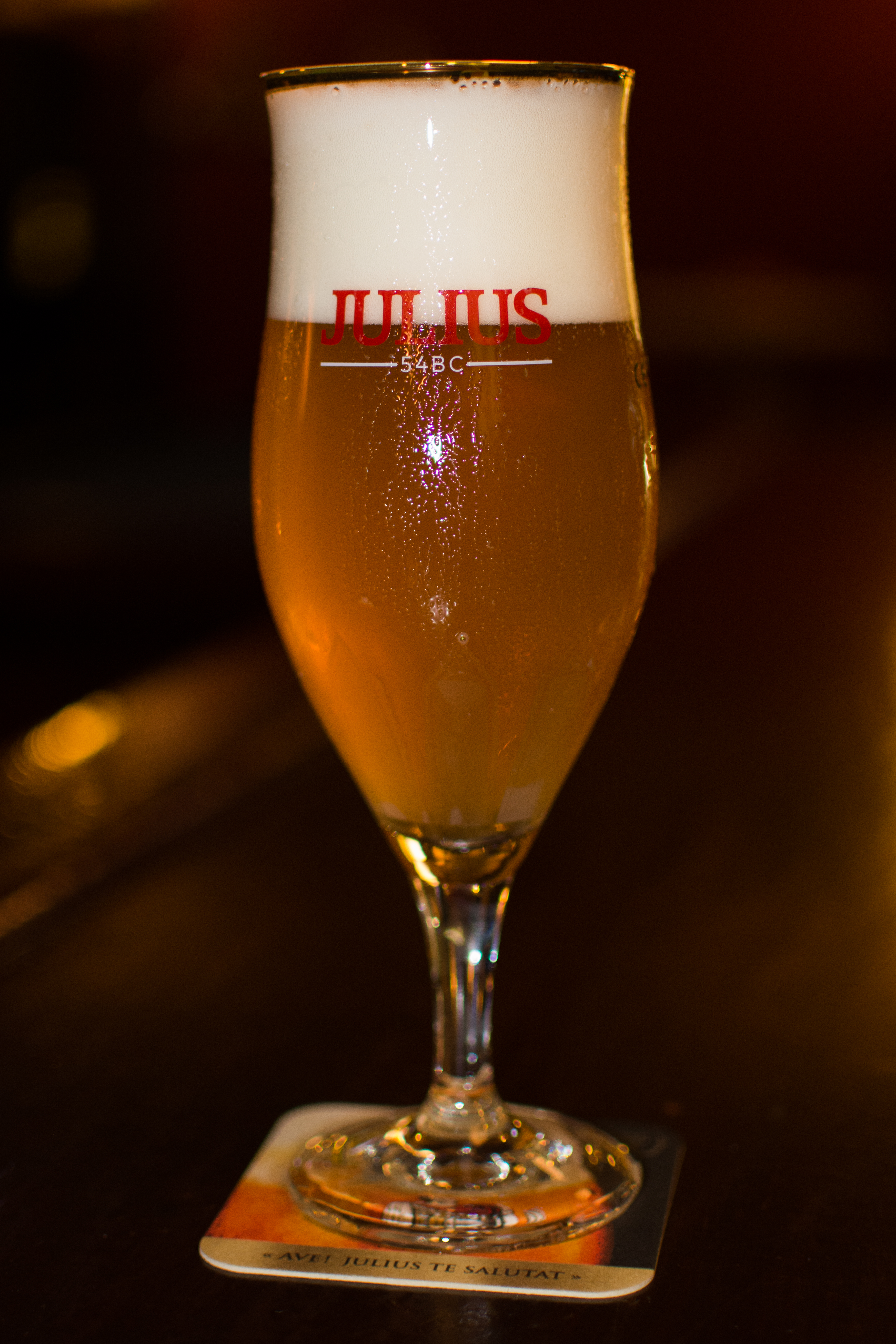
Julius bierglas

Julius was een amberkleurig Belgisch bier, gebrouwen in De Kluis te Hoegaarden. 
Het bier werd gebrouwen uit drie hopvariëteiten, water en mout, en was meer gehopt dan de andere Hoegaardse bieren. Het kende een hoge gisting en hergisting op fles en had een alcoholpercentage van 8,7%. Uitschenktechnieken waren dezelfde als bij Hoegaarden Grand Cru. Je kon ook hetzelfde glas gebruiken, maar er bestaan specifieke glazen voor Julius met dezelfde vorm, maar een andere tekening erop.
Sinds 2012 heeft AB InBev, gezien de toegenomen vraag naar zware blonde bieren, Julius terug op de markt gebracht. Het wordt volgens dezelfde receptuur gebrouwen bij de Hertog Jan Brouwerij in Arcen en afgevuld in Hoegaarden. Het alcoholpercentage bedraagt 8,5%.
Sinds 2019 wordt Julius terug gebrouwen en afgevuld in De Kluis te Hoegaarden. 
0,0 ·
Witbier ·
Spéciale ·
Das ·
Grand Cru ·
Rosée ·
Citron ·
Julius ·
De Verboden Vrucht